# Могучие рейнджеры: Операция «Овердрайв»
«Могучие рейнджеры: Операция „Овердрайв“» (англ. Power Rangers Operation Overdrive) — пятнадцатый, юбилейный сезон популярного американского телесериала «Могучие рейнджеры», основанный на тридцатом, юбилейном сезоне японского телесериала «Super Sentai». «Отряд Искателей Приключений — Боукенджеры». Единственный сезон, где один из Рейнджеров (красный) является клоном-биороботом.

## Сюжет
Пять смелых, опытных и предприимчивых молодых людей выбираются для поиска нескольких волшебных драгоценностей, которые были давным-давно взяты из Короны Авроры (буквально «Корона зари»), чтобы предотвратить их попадание во владение Молтора и Флуриоса, которые являются братьями, связанными со льдом и огнем, давно изгнанными Стражем Короны за попытку украсть его. Когда миллиардер-исследователь Эндрю Хартфорд обнаружил Corona Aurora, они сбежали из изгнания и сплотили своих союзников. В ответ Эндрю Хартфорд отобрал талантливых молодых людей и модифицировал их ДНК, чтобы наделить их исключительными физическими способностями для борьбы со злом. Хотя Молтор и Флуриос изначально пытались работать вместе, вскоре они стали соперниками. Корона Авроры попала в руки Молтора; однако без своих драгоценностей он не мог даровать владельцу вселенскую власть. Позже злые воины Камдор и Миратрикс начали охоту за драгоценностями, как и внеземные «Коты-демоны». Теперь рейнджеры, к которым присоединился меркурианец по имени Тайзон, который присоединился к их рядам как ртутный рейнджер, вынуждены сражаться с многочисленными злодеями и путешествовать по всему миру, пытаясь захватить драгоценности раньше, чем их враги.
Для достижения этой цели участники операции «Овердрайв» оснащены футуристическими технологиями, аналогичными тем, что использовались в предыдущих сезонах «Могучих Рейнджеров», которые становятся все более изощренными и мощными с последующими эпизодами. Каждый раз, когда вводится новый рейнджер, новое оружие или (в одном сюжете, если не больше) новая причина для битвы, этот рейнджер, оружие или причина уничтожает одного крупного врага (такого как Камдор и Миратрикс) или воинство пехотинцев. После этого коэффициенты возвращаются в прежнее состояние. Физические силы, дарованные генетической модификацией, редко используются, видны или упоминаются, за исключением случаев, когда один или несколько рейнджеров спасаются с их помощью. На протяжении всего сериала включены или придуманы легенды, чтобы создать ощущение древности: к ним относятся Молот Тора, Атлантида и Посейдон, который упоминается под римским именем Нептун.

## Персонажи

### Рейнджеры
- Маккензи «Мак» Хартфорд — Красный овердрайв рейнджер. Роль играет Джеймс МакЛуркан.
- Уильям «Уилл» Астон — Чёрный овердрайв рейнджер. Роль играет Сэмюэль Бента.
- Декс Ло — Синий овердрайв рейнджер. Роль играет Гарет Юэнь.
- Вероника «Ронни» Робинсон — Жёлтый овердрайв рейнджер. Роль играет Кейтлин Мерфи.
- Роуз Ортис — Розовый овердрайв рейнджер. Роль играет Рода Монтмайор.
- Тайзон — Ртутный рейнджер. Роль играет Дуэйн Камерон.

### Союзники
- Эндрю Хартфорд — Наставник Рейнджеров. Миллиардер и археолог-авантюрист, отец Маккензи Хартфорда. Роль играет Род Люсих.
- Спенсер — Дворецкий в резиденции Хартфордов, мастер перевоплощения. Роль играет Дэвид Уитерлей.
- Страж короны — Хранитель Короны Авроры. Золотой Рыцарь. Роль играет Ник Сэмпсон.
- Тор — Роль играет Майк Эдвард.

### Легендарные  Рейнджеры
- Адам Парк — второй Чёрный Могучий Рейнджер, Чёрный Ниндзя Рёнджер, Зелёный Зео Рейнджер и первый Зелёный Турбо Рейнджер. Роль играет Джонни Йонг Бош.
- Тори Хэнсон — Синий Рейнджер Ветра. Роль играет  Сэлли Мартин.
- Кира Форд — Жёлтый Дино Рейнджер. Роль играет  Эмма Лахана.
- Бридж Карсон — третий Красный К.П.Д. Рейнджер. Роль играет Мэтт Остин.
- Зандер Блай — Зелёный Мистический Рейнджер. Роль играет Ричард Бранкатисано.

### Антагонисты
- Флуриос —  родной брат Молтора. Роль играет Джеральд Уркхарт.
- Норг — глупенький и добрый йети. Роль играет Келсон Хендерсон.
- Чиллерсы - солдаты Флуриоса, созданные из магических ледяных камней.
- Молтор — родной брат Флуриоса и его заклятый враг. Роль играет Марк Фергюсон.
- Лава-ящеры — солдаты Молтора. Очень многочисленны, но при этом достаточно умны и могут говорить.
- Камдор — магический воин. Был заточён в кулон Миратрикс, но позже освободился. Роль озвучивает Адам Гардинер.
- Миратрикс — молодая девушка. Служит Камдору. Сражается с Флуриосом, Молтором и рейнджерами. Роль играет Риа Вандервис.
- Коты-демоны — демоны-преступники, похожие на котов своим урчанием.
  - Миг — Представитель расы Котов-демонов. Роль озвучивает Келсон Хендерсон.
  - Бенгло — Был наиболее яростным, жестоким и безжалостным из Котов-демонов. Роль озвучивает Дэвид Уитерлей.
- Тракс — сын Риты Репульсы и Лорда Зедда. Роль играет Глен Леви.

## Эпизоды
| № общий | № в сезоне | Название                                                     | Режиссёр          | Автор сценария | Дата премьеры    |
| ------- | ---------- | ------------------------------------------------------------ | ----------------- | -------------- | ---------------- |
| 605     | 1          | «Толчок в Овердрайв: Часть 1» «Kick Into Overdrive, Part I»  | Марк Бисли        | Брюс Калиш     | 26 февраля 2007  |
| 606     | 2          | «Толчок в Овердрайв: Часть 2» «Kick Into Overdrive, Part II» | Марк Бисли        | Джеки Маршан   | 26 февраля 2007  |
| 607     | 3          | «Подводный мир» «The Underwater World»                       | Марк Бисли        | Джон Телеген   | 5 марта 2007     |
| 608     | 4          | «Сердце Синего» «Heart of Blue»                              | Бритта Джонстоун  | Дэвид Гарбер   | 12 марта 2007    |
| 609     | 5          | «Так или иначе» «Weather or Not»                             | Бритта Джонстоун  | Джон Телеген   | 19 марта 2007    |
| 610     | 6          | «Пират в розовом» «Pirate in Pink»                           | Бритта Джонстоун  | Джеки Маршан   | 26 марта 2007    |
| 611     | 7          | «Любой ценой» «At All Costs»                                 | Джонатан Бру      | Брюс Калиш     | 2 апреля 2007    |
| 612     | 8          | «Теперь с обеих сторон» «Both Sides Now»                     | Джонатан Бру      | Дэвид Гарбер   | 9 апреля 2007    |
| 613     | 9          | «Следуй за Рейнджером» «Follow The Ranger»                   | Джонатан Бру      | Джон Телеген   | 30 апреля 2007   |
| 614     | 10         | «Свет, камера, Декс!» «Lights, Camera, DAX»                  | Майк Смит         | Джон Телеген   | 7 мая 2007       |
| 615     | 11         | «Лицом к лицу: Часть 1» «Face to Face, Part I»               | Майк Смит         | Джеки Маршан   | 14 мая 2007      |
| 616     | 12         | «Лицом к лицу: Часть 2» «Face to Face, Part II»              | Майк Смит         | Джеки Маршан   | 21 мая 2007      |
| 617     | 13         | «Ртутный человек: Часть 1» «Man of Mercury, Part I»          | Чарли Хэскелл     | Джон Телеген   | 4 июня 2007      |
| 618     | 14         | «Ртутный человек: Часть 2» «Man of Mercury, Part II»         | Чарли Хэскелл     | Джон Телеген   | 4 июня 2007      |
| 619     | 15         | «За сценой» «Behind the Scenes»                              | Чарли Хэскелл     | Джеки Маршан   | 11 июня 2007     |
| 620     | 16         | «Прямо как я» «Just Like Me»                                 | Чарли Хэскелл     | Дэвид Гарбер   | 18 июня 2007     |
| 621     | 17         | «Время для молота» «It's Hammer Time»                        | Ванесса Александр | Джон Телеген   | 2 июля 2007      |
| 622     | 18         | «Вне удачи» «Out of Luck»                                    | Ванесса Александр | Дэвид Гарбер   | 9 июля 2007      |
| 623     | 19         | «Один уходит» «One Gets Away»                                | Ванесса Александр | Брюс Калиш     | 16 июля 2007     |
| 624     | 20         | «Однажды Рейнджер: Часть 1» «Once a Ranger, Part I»          | Бритта Джонстоун  | Джеки Маршан   | 23 июля 2007     |
| 625     | 21         | «Однажды Рейнджер: Часть 2» «Once a Ranger, Part II»         | Бритта Джонстоун  | Джеки Маршан   | 23 июля 2007     |
| 626     | 22         | «Один отличный день» «One Fine Day»                          | Бритта Джонстоун  | Брюс Калиш     | 6 августа 2007   |
| 627     | 23         | «Ронни в опустошении: Часть 1» «Ronny on Empty, Part I»      | Майк Смит         | Джон Телеген   | 20 августа 2007  |
| 628     | 24         | «Ронни в опустошении: Часть 2» «Ronny on Empty, Part II»     | Майк Смит         | Джон Телеген   | 27 августа 2007  |
| 629     | 25         | «Вещи не говорят» «Things Not Said»                          | Майк Смит         | Дэвид Гарбер   | 10 сентября 2007 |
| 630     | 26         | «Выключенный Красный Рейнджер» «Red Ranger Unplugged»        | Джонатан Бру      | Джон Телеген   | 1 октября 2007   |
| 631     | 27         | «Дома и вне его: Часть 1» «Home and Away, Part I»            | Джонатан Бру      | Джеки Маршан   | 8 октября 2007   |
| 632     | 28         | «Дома и вне его: Часть 2» «Home and Away, Part II»           | Джонатан Бру      | Джеки Маршан   | 15 октября 2007  |
| 633     | 29         | «Где на обратном пути?» «Way Back When»                      | Джонатан Бру      | Джон Телеген   | 22 октября 2007  |
| 634     | 30         | «Два павших недруга» «Two Fallen Foes»                       | Марк Бисли        | Джон Телеген   | 29 октября 2007  |
| 635     | 31         | «Нечего терять» «Nothing to Lose»                            | Марк Бисли        | Джеки Маршан   | 5 ноября 2007    |
| 636     | 32         | «Корона и наказание» «Crown and Punishment»                  | Марк Бисли        | Брюс Калиш     | 12 ноября 2007   |